# Ferrovia Effretikon-Hinwil
La ferrovia Effretikon-Hinwil, nota anche come Kempttalbahn o Kempttallinie, è una linea ferroviaria a scartamento normale della Svizzera.

## Storia
La linea aprì il 17 agosto 1876. La linea era stata concessa nel 1874 alla società Eisenbahngesellschaft Effretikon-Wetzikon-Hinweil (EH) ed esercitata dalla Schweizerische Nordostbahn (NOB), sulla base di un contratto stipulato tra EH e NOB il 3 maggio 1876.
Il 19 agosto 1885 l'assemblea dei soci della EH votò per cedere la linea alla NOB; la NOB rilevò la linea l'anno successivo.
La NOB venne nazionalizzata il 1º gennaio 1902: le sue linee entrarono a far parte delle Ferrovie Federali Svizzere (FFS).
La ferrovia fu elettrificata il 7 maggio 1944.

## Caratteristiche
La linea, a scartamento normale, è lunga 22,55 km, è elettrificata a corrente alternata monofase con la tensione di 15.000 V alla frequenza di 16,7 Hz; la pendenza massima è del 12 per mille. È interamente a binario unico.

### Percorso
| Continuation backward |

|  | Unknown route-map component "ABZg+l" | Unknown route-map component "CONTfq" |

| Station on track |

|  | Unknown route-map component "ABZgl" | Unknown route-map component "CONTfq" |

| Station on track |

| Station on track |

| Station on track |

|  | Straight track | Unknown route-map component "uexKBHFa" |

|  | Station on track | Unknown route-map component "uexBHF" |

|  | Unknown route-map component "hKRZWae" | Unknown route-map component "uexhKRZWae" |

| Unknown route-map component "CONTgq" | Unknown route-map component "ABZg+r" | Unknown route-map component "uexLSTR" |

|  | Station on track | Unknown route-map component "uexBHF" |

| Unknown route-map component "uexCONTgq" | Unknown route-map component "emKRZu" | Unknown route-map component "uexSTRr" |

| Unknown route-map component "CONTgq" | Unknown route-map component "ABZgr" |  |

| Unknown route-map component "exCONTgq" | Unknown route-map component "eABZg+r" |  |

| Station on track |

| Continuation forward |

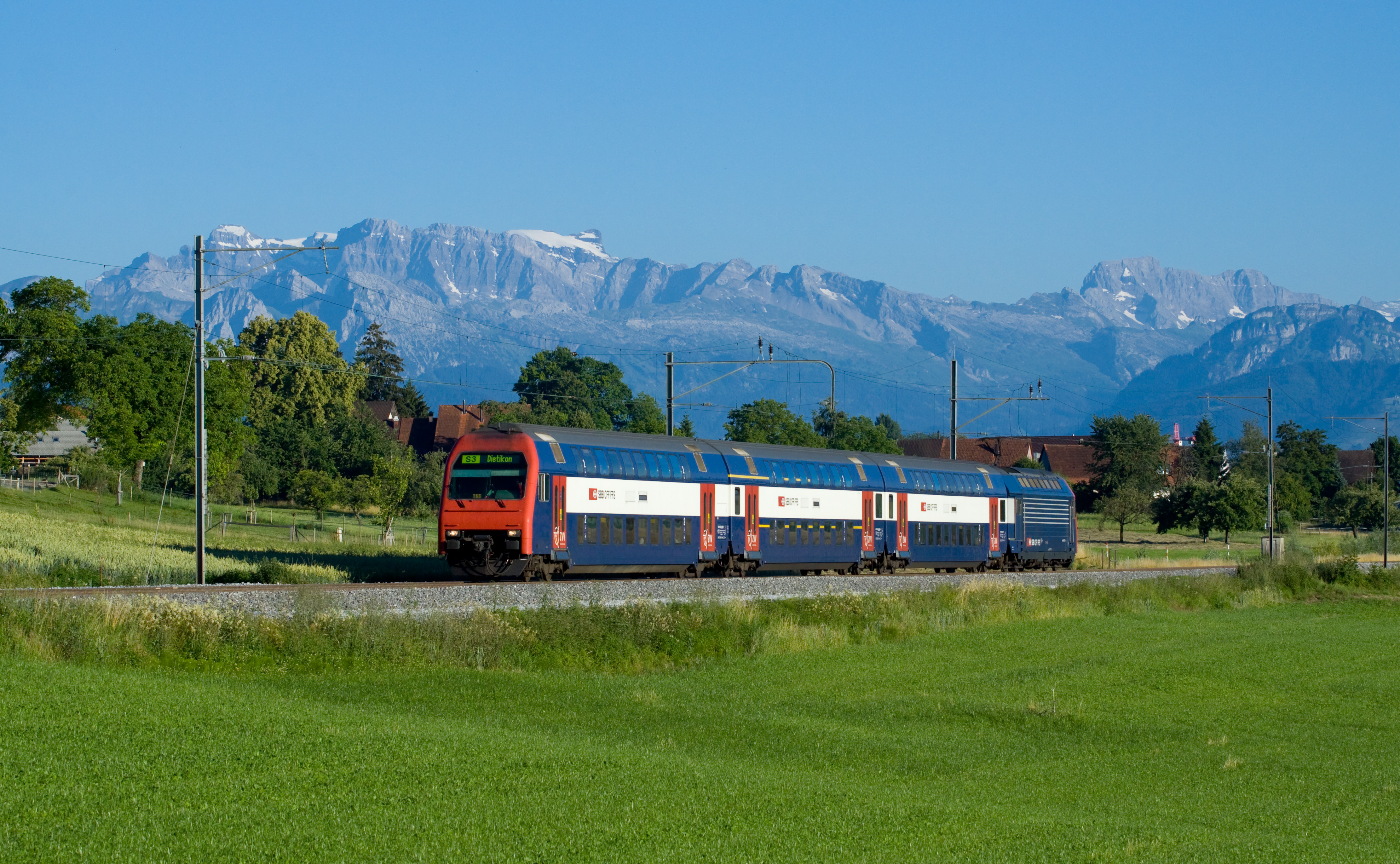
Un convoglio tra Kempten e Pfäffikon ZH

La linea parte dalla stazione di Effretikon, comune alle linee Zurigo-Winterthur e Wettingen-Effretikon. Di lì viene seguito il corso del fiume Kempt; a Pfäffikon si costeggia l'omonimo lago. A Wetzikon viene incrociata la Glattalbahn, e tra il 1903 e il 1950 anche la tranvia Wetzikon-Meilen; la ferrovia termina a Hinwil, località da cui si diparte la linea turistica per Bauma.